# Brod Moravice
Brod Moravice falu és község Horvátországban, a Tengermellék-Hegyvidék megyében. Közigazgatásilag Colnari, Čučak, Delači, Doluš, Donja Dobra, Donja Lamana Draga, Donji Šajn, Donji Šehovac, Goliki, Gornja Lamana Draga, Gornji Kuti, Gornji Šajn, Gornji Šehovac, Goršeti, Kavrani, Klepeće Selo, Kocijani, Lokvica, Maklen, Male Drage, Moravička Sela, Naglići, Nove Hiže, Novi Lazi, Pauci, Planica, Podgorani, Podstene, Razdrto, Smišljak, Stari Lazi, Šepci Podstenski, Šimatovo, Vele Drage, Zahrt, Zavrh és Završje települések tartoznak hozzá.

## Fekvése
Fiumétől 44 km-re északkeletre, Ogulintól 30 km-re északnyugatra, a Zágráb-Fiume vasútvonal mellett, a horvát Hegyvidék (Gorski kotar) területén fekszik.

## Története
Egykor Moravice, Gornje Moravice, Turanj, Brodske Moravice néven is nevezték. A Hegyvidék első települései eltehetően még a 10–11. században keletkeztek, mivel itt haladt át a tengerpartra vezető fontos kereskedelmi útvonal. Első írásos említése IV. Béla 1260-ban kiadott oklevelében történt, bár történészek ezt hamisítványnak tartják. Plébániáját a 14. században alapították. A 15. és 16. században az egyre szaporodó török támadások elől lakossága a biztonságosabb Kranjskába menekült. Később a terület birtokosai a Frangepánok és a Zrínyiek a Tengermellékről, Boszniából és más vidékekről érkezőket telepítettek le ide, de a korábbi őslakók közül is sokan visszatértek. Így alakult ki vidék mai népessége és nyelvi sajátossága. A 16. században a török elleni védelem céljából a Zrínyiek a templom mellé őrtornyot (Turanj) építtettek az akkor Gornje Moravicénak nevezett településre. A három emeletes lőréses torony mely kőtömbökből épült, később a 19. században harangtoronyként szolgált. 1944 húsvétján egy légitámadásban súlyosan megrongálódott, de később megújították. A település első iskoláját 1818-ban alapították. A Hegyvidék egyik legrégibb iskolája. A régi iskolaépület 1869-ben épült, 1944-ben leégett. A mai alapiskola újabb épület. Brod Moravice községet 1893-ban alapították.
2011-ben a falunak 358, a községnek összesen 865 lakosa volt.

## Lakosság
| Lakosság változása | Lakosság változása | Lakosság változása | Lakosság változása | Lakosság változása | Lakosság változása | Lakosság változása | Lakosság változása | Lakosság változása | Lakosság változása | Lakosság változása | Lakosság változása | Lakosság változása | Lakosság változása | Lakosság változása | Lakosság változása |
| ------------------ | ------------------ | ------------------ | ------------------ | ------------------ | ------------------ | ------------------ | ------------------ | ------------------ | ------------------ | ------------------ | ------------------ | ------------------ | ------------------ | ------------------ | ------------------ |
| 1857               | 1869               | 1880               | 1890               | 1900               | 1910               | 1921               | 1931               | 1948               | 1953               | 1961               | 1971               | 1981               | 1991               | 2001               | 2011               |
| 467                | 501                | 497                | 517                | 499                | 456                | 415                | 411                | 351                | 393                | 452                | 421                | 408                | 443                | 408                | 358                |

## Nevezetességei
- Szent Miklós püspök tiszteletére szentelt plébániatemploma[5] a falu közepén egy magaslaton áll. A horvát Hegyvidék egyik legrégibb szakrális építménye. Egyhajós, négyszög alaprajzú épület sokszög záródású szentéllyel. A bejárat felett látható felirat szerint 1434-ben építették. 1834-ben bővítették. Az 1434-ben épített régi templomból mára semmi sem látható. A templom alatti sírboltban valószínűleg a Zrínyi, vagy a Frangepán család egyik tagja nyugszik, de ez a sír is sokkal későbbi. A harangtornyot a 16. század végén védelmi célból építtették a Zrínyiek. A három emeletes torony falában egykor lőréseket alakítottak ki, ezeket a 19. századi átalakításkor tüntették el. A II. világháború során egy légitámadásban tetőzete leégett és harangtornya is súlyosan megrongálódott. A háború után újjáépítették, 2005-ben pedig az egész tetőzetet és a homlokzatot is renoválták.[6]
- Brod Moravicén található az egész Hegyvidék legrégibb háza a Delač-ház, mely 1644-ben épült.[7]
- A Delače, Moravička Sela és Maklen felé vezető utak kereszteződésében egy három méter magas, kőből épített oszlop áll, melyet a nép Piljdaknak (bálvány) nevez. Nem ismert, hogy ki és mikor emelte. A rendelkezésre álló adatok alapján Viktor Jurković 17. századinak tartja.[8]
- Kuti és Brod Moravice falvak között található a Sv. Andrije etnozóna,[9] mely magában foglalja Szent András-hegyet a 17. század első felében épített azonos nevű kápolnával, valamint annak szűkebb és tágabb környezetét. A kápolna fogadalmi kápolnaként épült egy pestisjárványt követően, sokszögű apszissal, és oromfalának tetején álló harangtoronnyal. Kőből építették és fával burkolták. Környezete legelőkből, szérűskertekből és mezőkből áll.